# 13 la cină
13 la cină (roman publicat inițial sub titlul Lord Edgware Dies, redenumit ulterior Thirteen at Dinner) este un roman polițist scris de scriitoarea britanică Agatha Christie.

## Sinopsis
Hercule Poirot a auzit-o pe Jane când s-a lăudat că are un plan prin care avea să scape de soțul de care se înstrăinase. Bineînțeles, bărbatul fusese omorât. Și totuși, micuțul detectiv nu poate să nu simtă că este dus de nas. La urma urmelor, cum ar fi putut Jane să-l înjunghie pe lordul Edgware în biblioteca lui exact în același moment în care se afla la cină cu niște prieteni? Și care i-ar fi motivul, acum că aristocratul a fost în acele din urmă de acord să-i acorde divorțul? 

## Traduceri
- 2010: 13 la cină - Editura Rao.[1]

## Adaptări
- Lord Edgware Dies (1934), cu Austin Trevor ca Poirot
- Treisprezece la cină (film TV din 1985), cu Peter Ustinov ca Poirot
- Agatha Christie's Poirot, episodul Lord Edgware Dies (2000), cu David Suchet ca Poirot
- Les Petits Meurtres d'Agatha Christie, episodul Le couteau sur la nuque (2012), cu Antoine Duléry în rolul Commissaire Larosière (personaj care îl înlocuiește pe Poirot).[2]